# Harrow School
Harrow School, appelée plus couramment Harrow, est une école privée réservée aux garçons située sur la colline d'Harrow-on-the-Hill, dans la ville de Harrow au nord-ouest de Londres. Sa taille est celle d'un village (toute la colline ou presque appartenant à l’école). Fondée en 1572 par John Lyon, elle est l'une des neuf plus grandes public schools britanniques ('sacred nine'), selon le classement défini par le Public Schools Act de 1868 (en). Elle est caractérisée par ses excellents résultats aux examens et par son engagement à privilégier l'éducation en dehors des salles de classe.
Harrow compte aujourd'hui environ 830 élèves répartis en 12 maisons. La majorité des bâtiments du pensionnat ont été construits durant l'ère victorienne, pour faire face à l'augmentation considérable du nombre d'élèves. C'est à cette époque que l'école a commencé à s'approcher de ce qu'elle est aujourd'hui en termes de taille et d'uniformes.
De nombreuses personnalités sont passées par Harrow. Parmi les anciens élèves, on compte notamment sept premiers ministres britanniques (le plus célèbre étant Winston Churchill), ainsi que le premier ministre indien Jawaharlal Nehru. On peut également citer James Blunt ou l'acteur Benedict Cumberbatch. Enfin, il est à noter que 19 anciens élèves d’Harrow School ont reçu la croix de Victoria.

## L'histoire de Harrow School

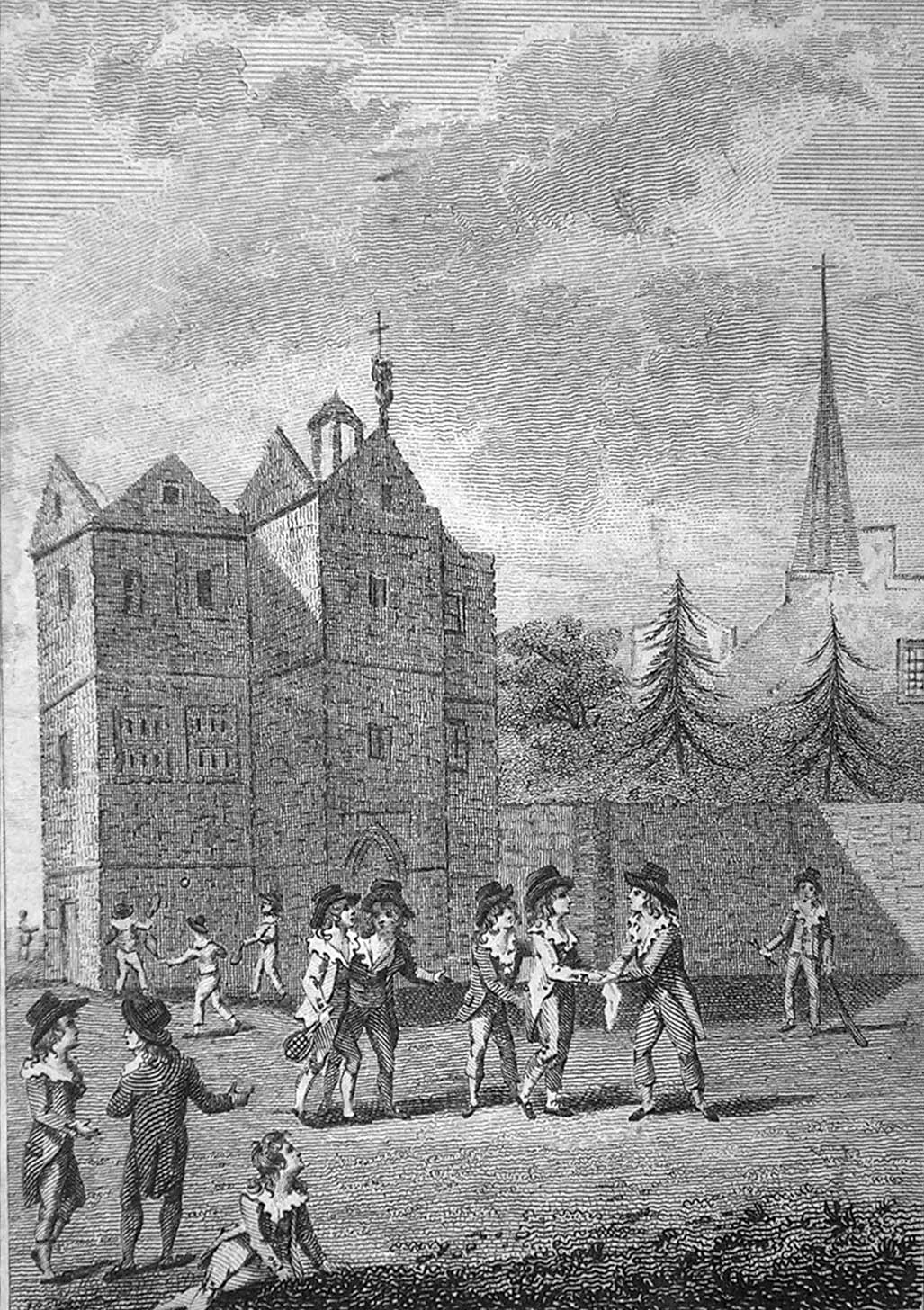
L’école, en 1795

John Lyon était un riche fermier, vivant à Preston, un village d’Harrow. Un de ses intérêts était l'éducation. On discute également que la fondation de Lyon de Harrow n'était pas en fait une fondation, mais une refondation car il y avait une école à Harrow depuis 1324 ; en d’autres termes, il a simplement renouvelé l’institution existante.
Lyon est mort en 1592, laissant sa fortune à deux généreuses causes : Tout d’abord pour l'école, et pour l'entretien d’une grande route de Londres, d’environ 10 miles de long (16 kilomètres). Ce n’est qu'en 1608 que la construction du premier bâtiment scolaire commença. Il a été achevé en 1615 et existe toujours aujourd’hui, dans une version beaucoup  modernisée.
La principale matière enseignée était le latin, et le seul sport était le tir à l'arc (une tradition rappelée dans la chanson d'école « The Silver Arrow » (la flèche argentée).

## Les traditions de Harrow

### Uniforme
Le symbole traditionnel le plus connu de Harrow est probablement son canotier, qui est porté à tous les cours excepté vers la fin de l'après-midi. L’uniforme de la semaine se compose d'une chemise blanche, d'une cravate noire, d'un pantalon gris, d'un pull-over bleu et un traditionnel chapeau de paille. L’uniforme du dimanche se compose d'un manteau en queue de pie noir de soirée, d’un pantalon, un gilet noir, une cravate noire et une chemise blanche.
Les variantes incluent un gilet gris pour les adhérents aux équipes de sports et un chapeau avec des pois noirs pour les garçons des équipes supérieures de cricket.
Les professeurs ont leurs propres uniformes.

### Les chansons
Une des traditions de Harrow les plus distinctives est le chant. Beaucoup de chansons ont été écrites par des professeurs au sujet de la vie à Harrow dans la seconde moitié du XIXe siècle. Les chansons les plus populaires ont été écrites par John Farmer et Edouard Bowen. En effet, c’étaient elles qui ont entamé la tradition. La plus célèbre est Forty Years On (en) (« Quarante ans après »).
De nouvelles chansons sont de temps en temps écrites, bien que certains estiment que la nostalgie n’y est pas et que les chansons originales tiennent la plupart de la tradition. 

### Les sports
Harrow a deux traditions sportives principales, la première est le « Harrow's football ». Ce sport est un mélange entre le rugby et le football et est joué avec un gros ballon de cuir. Ce jeu peut être violent, car il n'a aucune règle). En conséquence, les dommages se produisent souvent, le sport étant joué sur un stade très boueux et très pâteux (en l'occurrence sur un terrain de ferme). Les joueurs se retrouvent souvent avec leur maillot déchiré. Les anciennes équipes de Harrow School viennent souvent affronter les nouvelles équipes.
La seconde tradition est le cricket de Harrow. Il a fêté son deux centième anniversaire en 2005. C'est le sport le plus ancien ayant commencé en 1805. Cette année-là Lord Byron participe au match contre Eton le 2 août 1805. Dans une lettre à un ami du 4 août 1805 il se vante du grand nombre de points qu'il a réussi à marquer tout en regrettant que l'équipe de Harrow ait tout de même perdu. 
Harrow School est également reconnue par la plupart des historiens en tant qu'inventeur du squash d'intérieur, un sport de raquette, à la mi-XIXe siècle,,.
Mais Harrow propose d'autres sports notamment :
- Le lancer du poids
- Le rugby (en hiver)
- Le football (en été)
- Le hockey
- Le polo (réservé aux plus riches)
- La natation (Harrow a sa propre piscine)
- Le water polo
- etc.

### L’épreuve des nouveaux arrivants
Une épreuve est entreprise par tous les nouveaux élèves pendant les trois semaines qui suivent leur entrée à l'école. Chacun est formé pour l’épreuve par un « shepherd » (un guide), responsable de son étudiant la première semaine. L’épreuve implique de se rappeler les noms et les couleurs de chaque maison. 

### Les surveillants
Les surveillants sont des garçons qui sont désignés pour leur bonne conduite. Ces surveillants sont appelés préfets. Chaque maison a au moins un Préfet, qui est nommé tête de chambre (l’aîné de la maison). Plus largement, un surveillant est nommé à la tête de l'école, et un député est nommé pour l’aider. Les surveillants portent les chapeaux supérieurs (voir uniforme) noirs et une cravate bleue le dimanche.

### La guilde
C'est un petit groupe de garçons choisis toutes les années, considérés être les chefs dans les domaines artistiques et culturels de l'école, dont le rôle est de favoriser la musique, l'art, le théâtre, et d'autres activités semblables. Cette fonction très prestigieuse apparentée à celle d'un surveillant. Les membres de la guilde peuvent porter un gilet marron avec l’habit du dimanche ou une cravate marron avec les lions effrénés (un des insignes de l’école).

## La vie de Harrow

### LeHarrovian
C'est le journal hebdomadaire de l'école, il prend compte des questions dans l'école et fournit des points de vue sur des événements courants.

### Emploi du temps (Timetable)
L'horaire journalier à Harrow School peut au début sembler illogique. Du matin à la soirée, les cours sont dénommées comme suit :
2a 2b 2c 2d 2e 3 4 5
La raison de ceci est qu'à l'origine il y avait école tôt le matin avant le petit déjeuner (1A et 1B), et ainsi les leçons du matin étaient « 2 ». « 3, 4 et 5 » étaient les additions successives à l'horaire qui ont lieu l'après-midi. La période « 5 » est également connue en tant que « X ».

### Chambres de Harrow
Il y a 160 maisons et 12 résidences (maisons-pensionnats) à Harrow School, chacune avec son propre maître de maison, précepteur résident, équipe de précepteur et matrone (équivalent d'une femme d'accueil). Chaque maison a également ses propres couleurs. Une maison simple hébergera environ 70 garçons. Les maisons sont Elmfield, The Grove, Rendalls, Headmasters, Moretons, Druries, The Park, Bradbys, The Knoll, Newlands et West Acre. En plus de ces dernières, il y a également la « Chambre de Gayton », où les garçons peuvent séjourner s'il n’y a plus de place dans leur maison attitrée.

### Le campus de Harrow
Harrow School n'est pas construite sur un campus parce qu'elle est entièrement intégrée dans la colline : il y a les maisons privées et des entreprises sur la colline, la route est employée par les riverains, etc. Cependant, elle comprend un certain nombre de bâtiments importants.

### Les vieilles écoles

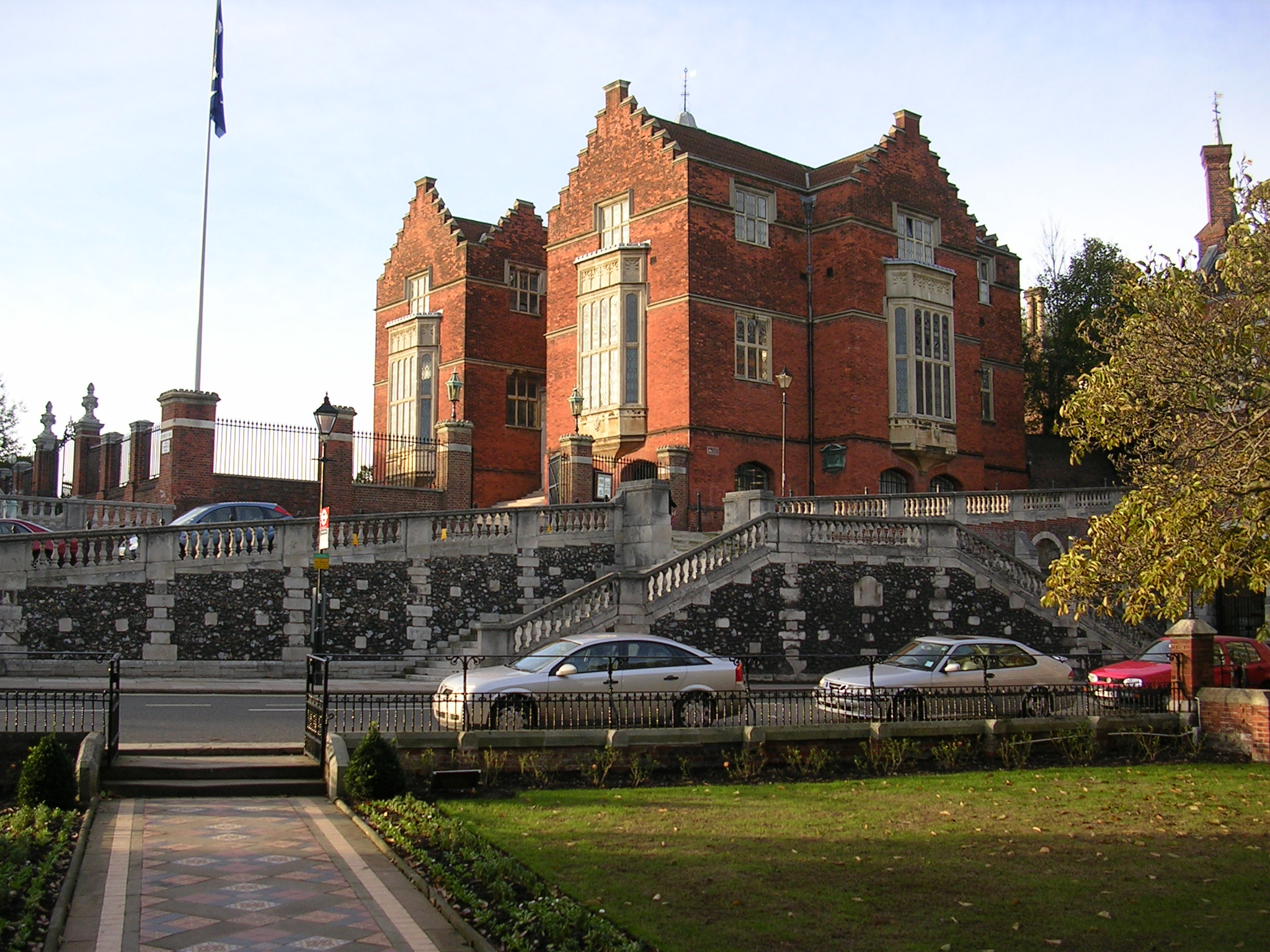
Une vue moderne des vielles écoles

C'est le bâtiment scolaire le plus ancien à Harrow, construit à l'époque de la fondation de l'école en 1572.  À l'origine, il n'y avait qu'un bâtiment, un second ayant été construit à l'identique plusieurs années après.  Ce bâtiment contient la vieille galerie de pièce de la parole, la quatrième salle de forme et le département d'Histoire.  C'est dans ce bâtiment qu’a été tournée une scène du film Harry Potter, Harry Potter et la pierre philosophale.

## Les directeurs de l’école d’Harrow
- 1771-1785 - Dr. Benjamin Heath, M.A., D.D. (1739-1817)
- 1829-1836 - Dr. Charles Thomas Longley, M.A., D.D. (1794-1868)
- 1844-1859 - Dr. Charles John Vaughan, M.A., D.D. (1834-1897)
- 1859-1885 - Dr. Henry Montagu Butler, M.A., D.D., LL.D. (1833-1918)
- 1885-1898 - Dr. James Edouard Cowell Welldon, M.A., D.D. (1854-1937)
- 1926-1934 - Monsieur Cyril Norwood (1875-1956)
- 1934-1939 - Paul Caïn Vellacott, D.S.O., C.B.E. (1891-1954)
- 1939-1942 - Arthur Paul Boissier (1881-1953)
- 1942-1953 - Ralph Westwood Moore (1906-1953)
- 1953-1971 - Dr. Robert « Jimmy » James
- 1971-1981 - Brian Michael Stanislaus Hoban (1921-2003)
- 1981-1991 - Ian Beer
- 1991-1999 - Nicholas Bomford
- 1999-2011 - Barnaby Lenon
- depuis 2011 - J B Hawkins

## Anciens élèves
- John Addington Symonds (1840-1893), poète, critique littéraire, historien de l'art ;
- Winston Churchill (1874-1965), homme d'état ;
- Julian Barrow (1939-2013), artiste peintre ;
- Frederick Gustavus Burnaby (1842-1885), militaire ;
- Mozaffar Firouz (1906-1988), ambassadeur et ministre iranien ;
- Ali bin Hamud (1884-1918), sultan de Zanzibar.
- Lord Byron (1788-1824), poète romantique et héros de l'indépendance grecque.
- Benedict Cumberbatch (1976-) acteur et producteur britannique

## Dans les médias
- Lord Brett Sinclair interprété par Roger Moore dans la série Amicalement vôtre